# SN 2010di
SN 2010di – supernowa odkryta 12 maja 2010 roku w galaktyce A085247+5314. W momencie odkrycia miała maksymalną jasność 18,70m.